# 키리츠보
| 겐지모노가타리 오십사첩 |              |        |                |
| 각 첩의 줄거리          |              |        |                |
| 첩(帖)                  | 이름         | 첩(帖) | 이름           |
| 1                       | 키리츠보     | 28     | 노와키         |
| 2                       | 하하키기     | 29     | 미유키         |
| 3                       | 우츠세미     | 30     | 후지바카마     |
| 4                       | 유우가오     | 31     | 마키바시라     |
| 5                       | 와카무라사키 | 32     | 우메가에       |
| 6                       | 스에츠무하나 | 33     | 후지노우라바   |
| 7                       | 모미지노가   | 34     | 와카나         |
| 8                       | 하나노엔     | 35     | 카시와기       |
| 9                       | 아오이       | 36     | 요코부에       |
| 10                      | 사카키       | 37     | 스즈무시       |
| 11                      | 하나치루사토 | 38     | 39 유우기리    |
| 12                      | 스마         | 39     | 미노리         |
| 13                      | 아카시       | 40     | 마보로시       |
| 14                      | 미오츠쿠시   | 41     | 쿠모가쿠레     |
| 15                      | 요모기우     | 42     | 니오우미야     |
| 16                      | 세키야       | 43     | 코우바이       |
| 17                      | 에아와세     | 44     | 타케카와       |
| 18                      | 마츠카제     | 45     | 하시히메       |
| 19                      | 우스구모     | 46     | 시이가모토     |
| 20                      | 아사가오     | 47     | 아게마키       |
| 21                      | 오토메       | 48     | 사와라비       |
| 22                      | 타마카즈라   | 49     | 야도리기       |
| 23                      | 하츠네       | 50     | 아즈마야       |
| 24                      | 코쵸         | 51     | 우키후네       |
| 25                      | 호타루       | 52     | 카게로우       |
| 26                      | 토코나츠     | 53     | 테나라이       |
| 27                      | 카가리비     | 54     | 유메노우키하시 |

키리츠보 (일본어: 桐壺 きりつぼ[*])는 『겐지모노가타리』 54첩 중 제 1첩이다.
어느 천황의 시절이었던가. 수많은 뇨고와 코이가 궁에서 섬기는 가운데, 그다지 고귀한 신분은 아니었으나, 각별하게 천황의 깊은 총애를 받는 분이 있었습니다.

いづれの御時にか　女御・更衣あまたさぶらひ給ひけるなかに　いとやむごとなき際にはあらぬが　すぐれて時めき給ふありけり。

## 줄거리
키리츠보노미카도와 키리츠보노코이의 부부의 연부터 히카루 겐지의 12살 때까지를 묘사했다.
어느 황제의 대였는지는 모르지만, 그리 높은 신분은 아니었던 황제(키리츠보노미카도)에게 매우 총애를 받고있는 여성 (키리츠보노코이)가 있었다. 두 사람 사이에는 빛날 정도로 아름다운 황자가 태어났는데, 키리츠보노미카도의 동궁 시절부터 입궁하였던 제 1황자의 생모나 다른 비들의 질투와 괴롭힘을 받아, 코이는 세살배기 황자를 남기고 병사하고, 화장되었다. 이를 깊히 탄식하는 황제를 위로하기 위해 죽은 코이를 똑닮은 선제의 제4황녀 (후지츠보)가 입궁하여, 총애를 받았다. 한편, 조모 (코이의 어머니)까지 잃은 황자는 황제 밑에서 길러져, 죽은 어머니 키리츠보노코이를 닮았다고 하는 후지츠보를 특히 흠모한다. 정권에 말려들지 않도록, 키리츠보노미카도는 사랑하는 제 2황자를 친왕으로 삼지 않았고, 황제는 미나모토 성을 주어, 신적강하시켰다. 원복과 동시에 좌대신의 딸 아오이노우에와 결혼시켰다. 고려의 관상가가 명명한 것을 세상 사람들이 칭찬하는 히카루 키미(光君)나 히카루 겐지라고 칭해졌다.

## 보충
사가 천황 (재위 809년 - 823년)은 많은 황자를 얻었다. 경비를 삭감하고 황실을 안정시키기 위해, 천황은 황자 대부분을 신적강하 시켰다 (신적강하시 사성했다). 천황의 비로는 황후(중궁), 뇨고, 코이, 미야슨도코로 등이 있는데, 황후와 뇨고 등 비교적 신분이 높은 비보다, 코이, 미야슨도코로 등 비교적 신분이 낮은 비가 낳은 황자부터 우선적으로 신적강하 시켰다.
사가 천황의 황자 미나모토노 토오루가 히카루 겐지의 모델 중 한명으로 알려져있다.
또, 천황의 황자이자 신적강하 때, 겐지를 사성받은 이른바 "1세 겐지(一世源氏)"로 불리는 사람들 중에는, 아버지 천황의 뜻으로 다이리에서 원복하고, 연회, 답례품 등도 천황 주도로 행함으로써, 다른 신하들과는 다른 존재임이 강조된 사례를 바탕으로, 신하가 된 히카루 겐지의 원복을 아버지 키리츠보노미카도가 담당하고 있는 내용이 기록된 확률이 높다.
히카루 겐지가 탄생했을 때 점을 본 "스쿠요의 카시코키도의 사람(宿曜のかしこき道の人)"것은 스쿠요도(宿曜道)의 점쟁이(스쿠요시)였다.

## 후삽입설ㆍ후기설
본기에는 겐지모노가타리의 제1권이며, 연립 상에서 제일 빠른 시간축 부분이 쓰여져있는데, 이어지는 책인 「하하키기」와의 연결이 좋지 않은 것 등을 이유로, 옛날에는 무로마치 시대의 주석서인 『겐지모노가타리 문서(源氏物語聞書)』, 근대에 들어와서는 요사노 아키코에 의해, 나아가 이케다 키칸이나 아베 아키오 등에 의해 후삽입설ㆍ후기설이 주창되고 있다. 본기와 「하하키기」사이의 부정합에 대해서는 두 권 사이에 「빛나는 날의 궁」권의 존재를 상정하여 해결하고자 하는 카자마키 케이지로의 설도 있다.
本巻と「帚木」との間の不整合については両巻の間に「輝く日の宮」の巻の存在を想定して解決しようとする風巻景次郎の説もある。